# Pasirsuren
Pasirsuren is een bestuurslaag in het regentschap Sukabumi van de provincie West-Java, Indonesië. Pasirsuren telt 6504 inwoners (volkstelling 2010).